# Pseudococcus defluiteri
Pseudococcus defluiteri är en insektsart som beskrevs av Johan George Betrem 1937. Pseudococcus defluiteri ingår i släktet Pseudococcus och familjen ullsköldlöss. Inga underarter finns listade i Catalogue of Life.